# Осінній чемпіон
Осінній чемпіон (нім. Herbstmeister)  — неофіційний титул, який використовується головним чином в футбольних чемпіонатах Німеччини та Австрії, що отримує команда, яка посідає перше місце після першого кола чемпіонату. Перша половина чемпіонату в цих країнах закінчується на початку зими, звідси назва «осінній».
Приблизно 67 % «осінніх чемпіонів» німецької Бундесліги стають також переможцями чемпіонату за підсумками сезону.
Осінній чемпіон австрійської Бундесліги отримує офіційний трофей